# 평촌중앙공원
평촌중앙공원(平村中央公園)은 대한민국 경기도 안양시 동안구 평촌동에 위치한 공원이다.

## 개요
안양9경 중 하나인 평촌중앙공원은 안양시의 대표적인 공원이다.

## 특징
평촌중앙공원에 4계절 테마(봄정원, 여름정원, 가을정원, 겨울정원)를 부여하여 조성한 공원으로 4계절에 맞게 식재된 다양한 종류의 꽃과 나무는 아름다운 경관을 연출하여 시민의 정서를 함양시키고 쾌적한 도시환경을 제공하고 있다.
또한, 공원에서는 매주 토요일마다 평촌대로212번길을 차 없는 거리를 운영한다. 이 거리는 다 함께 참여할 수 있는 알뜰벼룩시장의 문화공간과 가족과 연인끼리 함께 즐길 수 있는 자전거도로 및 자신의 솜씨를 뽐내는 인라인마니아의 체육 공간으로 활용되고 있다.

### 축제
- 안양시민축제 - 2000년부터 시작된 이 축제는 항상 평촌중앙공원을 중심으로 하여 축제가 열린다. 축제기간은 대략 9월 말 ~ 10월 초 중이다.

## 시설
- 인라인스케이트장
- 농구장 (풀코트 3개소, 하프코트 2개소)
- 테니스장
- 운동장 (3개소)
- X-게임장
- 분수 시설 (상징분수, 스크린분수, 터널분수, 바닥분수)
- 중앙공원 새마을 (작은도서관)
- 공영주차장 (지하 1개소, 지상 1개소) (전기차충전소)

## 인근 시설
- 평촌중학교, 평촌고등학교
- 안양시청, 안양우편집중국
- 한림대학교 성심병원

## 교통
- ● 수도권 전철 4호선 - 평촌역
- ● 수도권 전철 4호선 - 범계역